# Goldman-Wassermaus
Die Goldman-Wassermaus (Rheomys raptor) ist ein Nagetier in der Gruppe der Fischratten, das in Mittelamerika vorkommt.

## Merkmale
Mit einer Kopf-Rumpf-Länge von 92 bis 133 mm sowie einer Schwanzlänge von 88 bis 119 mm ist die Art ein kleiner Vertreter der Gattung der Mittelamerikanischen Wassermäuse. Gewichtsangaben liegen nicht vor. Verglichen mit der Mexiko-Wassermaus (Rheomys mexicanus) und der Underwood-Wassermaus (Rheomys underwoodi) sind die Ohren mit 8 bis 12 mm Länge groß, während die Hinterfüße mit 24 bis 29 mm Länge die kleinsten innerhalb der Gattung sind. Das kurze und im Sonnenlicht irisierende Fell der Oberseite hat eine schwarze Farbe mit einer zimtfarbenen Nuance. Die Unterseite ist mit hellem silbergrauem Fell bedeckt. Am vorwiegend schwarz gefärbten Schwanz ist die weiße Spitze auffällig. Im Unterschied zur Thomas-Wassermaus (Rheomys thomasi) sind die Haare der Oberseite dünner und weicher.

## Verbreitung
Die Goldman-Wassermaus lebt hauptsächlich in Costa Rica und im Westen Panamas. Eine disjunkte Population kommt im Osten Panamas vor. Die Art hält sich vorwiegend in Regionen auf, die auf 1300 bis 1600 m Höhe liegen. Ein Exemplar wurde in den 2010er Jahren im Flachland registriert.
Die meisten Funde stammen von klaren Bergbächen mit felsigem Grund, die in dichten Wolken- und Nebelwäldern liegen. Das Verbreitungsgebiet ist durch steile Berghänge gekennzeichnet.

## Lebensweise
Die Exemplare legen an den Ufern der Bäche unterirdische Baue an, deren Gänge bis zu 2 m lang sind, mit Eingängen, die oberhalb der Wasserlinie liegen. Die Goldman-Wassermaus ist ein guter Schwimmer, die auch bei Gegenströmung schnell vorwärts kommt. Sie kann sowohl tag- als auch nachtaktiv sein. Ein in Gefangenschaft gehaltenes Exemplar erzeugte laute Klicktöne, indem es mit der Zunge gegen den Gaumen schlug. Im Verdauungstrakt von zwei Goldman-Wassermäusen konnten Larven von Köcherfliegen, Käfer und Webspinnen nachgewiesen werden.

## Bedrohung
Gewässerverschmutzungen und Waldrodungen wirken sich negativ auf den Bestand aus. Die Goldman-Wassermaus hat jedoch eine große Gesamtpopulation und im Verbreitungsgebiet liegen mehrere Naturschutzzonen. Die Art wird von der IUCN als „nicht gefährdet“ (least concern) gelistet.